# Vuit mil (alpinisme)

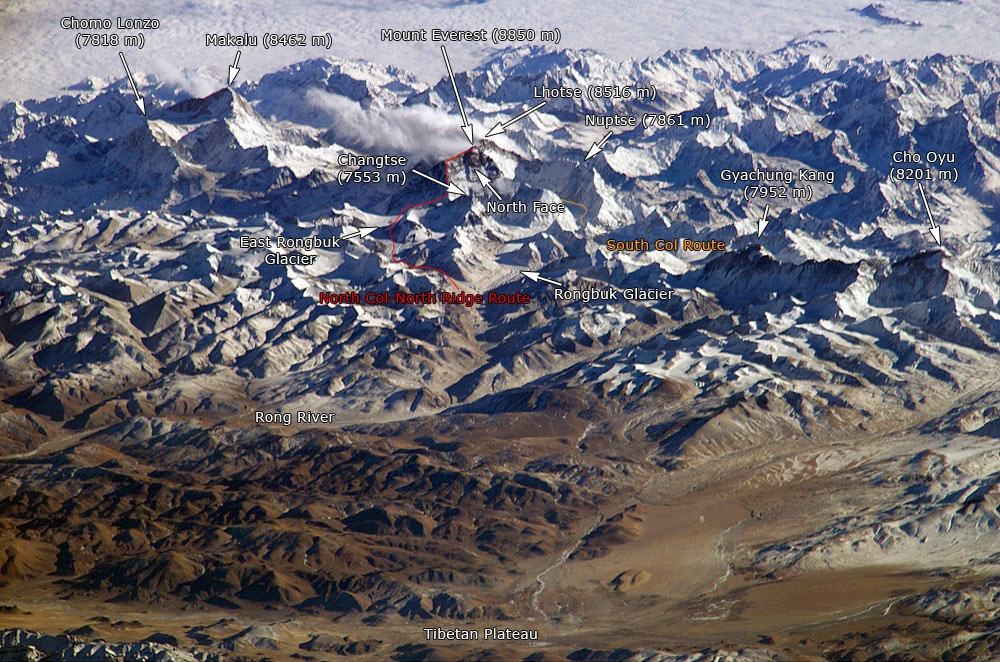
El Cho Oyu, el Lhotse, el Makalu i l'Everest vistos des de l'Estació Espacial Internacional.

Un vuit mil o vuitmil és una elevació del terreny per damunt dels 8.000 metres sobre el nivell del mar. El terme vuit mil s'ha estès i consolidat a la terminologia alpinística per a designar les catorze muntanyes de la Terra que arriben als 8.000 metres d'altitud o més. Totes es troben a la serralada de l'Himàlaia i del Karakoram, ambdues a l'Àsia.
La primera persona a completar l'ascensió als catorze vuit mil fou Reinhold Messner, qui va concloure la seva gesta el 16 d'octubre de 1986 sense utilitzar oxigen i a l'estil tradicional. Un any després, el 1987, Jerzy Kukuczka en fou el segon i, fins al 2005, l'alpinista que va culminar els 14 cims en menys temps, encara que va usar oxigen en algunes de les seves ascensions. Fins al 2007, 14 alpinistes havien aconseguit escalar les 14 muntanyes.
El primer vuitmil realitzat per alpinistes catalans fou l'Annapurna Est, assolit el 29 d'abril de 1974 per Josep Manuel Anglada, Jordi Pons i Emili Civis que van assolir el cim sense fer servir oxigen i sense l'ajuda de xerpes.

## Llista de vuit mils

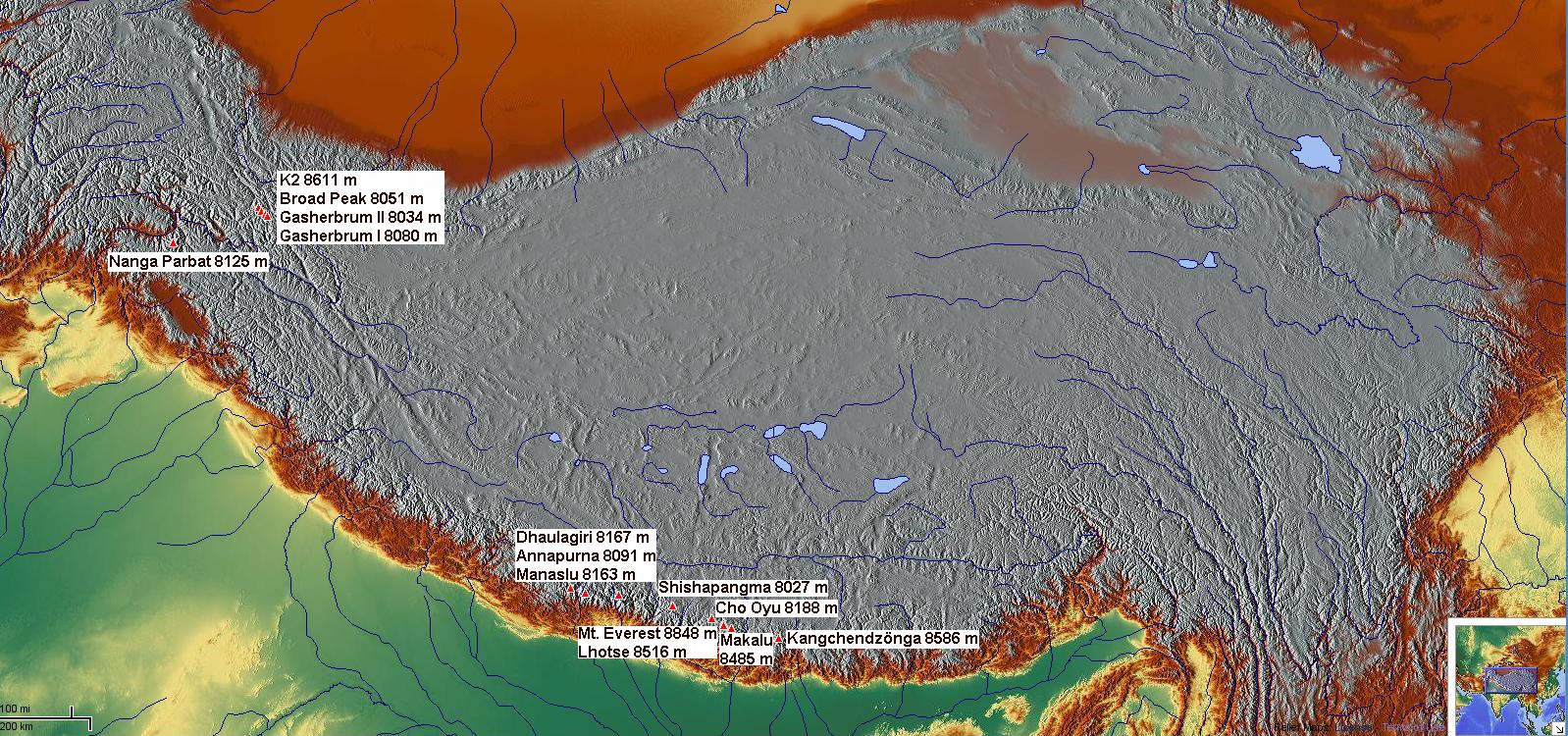
Situació geografica dels 14 vuit mils.

Dades d'ascensions i morts actualitzades a març del 2013.
| Pic           | Altura [en metres] | Lloc             | Primera ascensió     | Primers alpinistes al cim                                                               | Ascensions | Morts |
| ------------- | ------------------ | ---------------- | -------------------- | --------------------------------------------------------------------------------------- | ---------- | ----- |
| Everest       | 8 848 m            | Tibet / Nepal    | 29 de maig, 1953     | Edmund Hillary i Tenzing Norgay                                                         | 5656       | 223   |
| K2            | 8 611 m            | Tibet / Pakistan | 31 de juliol de 1954 | Achille Compagnoni i Lino Lacedelli                                                     | 306        | 81    |
| Kanchenjunga  | 8 586 m            | Índia / Nepal    | 25 de maig de 1955   | George Band i Joe Brown                                                                 | 283        | 40    |
| Lhotse        | 8 516 m            | Tibet / Nepal    | 18 de maig, 1956     | Fritz Luchsinger i Ernst Reiss                                                          | 461        | 13    |
| Makalu        | 8 463 m            | Tibet / Nepal    | 15 de maig, 1955     | Jean Couzy i Lionel Terray                                                              | 361        | 31    |
| Cho Oyu       | 8 201 m            | Tibet / Nepal    | 19 d'octubre, 1954   | Joseph Joechler, Pasang Dawa Lama, i Herbert Tichy                                      | 3138       | 44    |
| Dhaulagiri    | 8 167 m            | Nepal            | 13 de maig de 1960   | Kurt Diemberger, Peter Diener, Nawang Dorje, Nima Dorje, Ernst Forrer i Albin Schelbert | 448        | 69    |
| Manaslu       | 8 163 m            | Nepal            | 9 de maig, 1956      | Toshia Imanishi i Gyalzen Norbu                                                         | 661        | 65    |
| Nanga Parbat  | 8 125 m            | Pakistan         | 3 de juliol de 1953  | Hermann Buhl                                                                            | 335        | 68    |
| Annapurna     | 8 091 m            | Nepal            | 3 de juny de 1950    | Maurice Herzog, Louis Lachenal                                                          | 191        | 61    |
| Gasherbrum I  | 8 068 m            | Tibet/Pakistan   | 5 de juliol de 1958  | Andrew Kauffman, Peter Schoening                                                        | 334        | 29    |
| Broad Peak    | 8 047 m            | Xina/Pakistan    | 9 de juny de 1957    | Hermann Buhl, Kurt Diemberger, Marcus Schmuck i Fritz Wintersteller                     | 404        | 21    |
| Gasherbrum II | 8 035 m            | Xina/Pakistan    | 8 de juliol de 1956  | Josef Larch, Fritz Moravec, Hans Willenpart                                             | 930        | 21    |
| Shishapangma  | 8 027 m            | Tibet            | 2 de maig de 1964    | Deu escaladors dirigits per Hsu Ching                                                   | 302        | 25    |

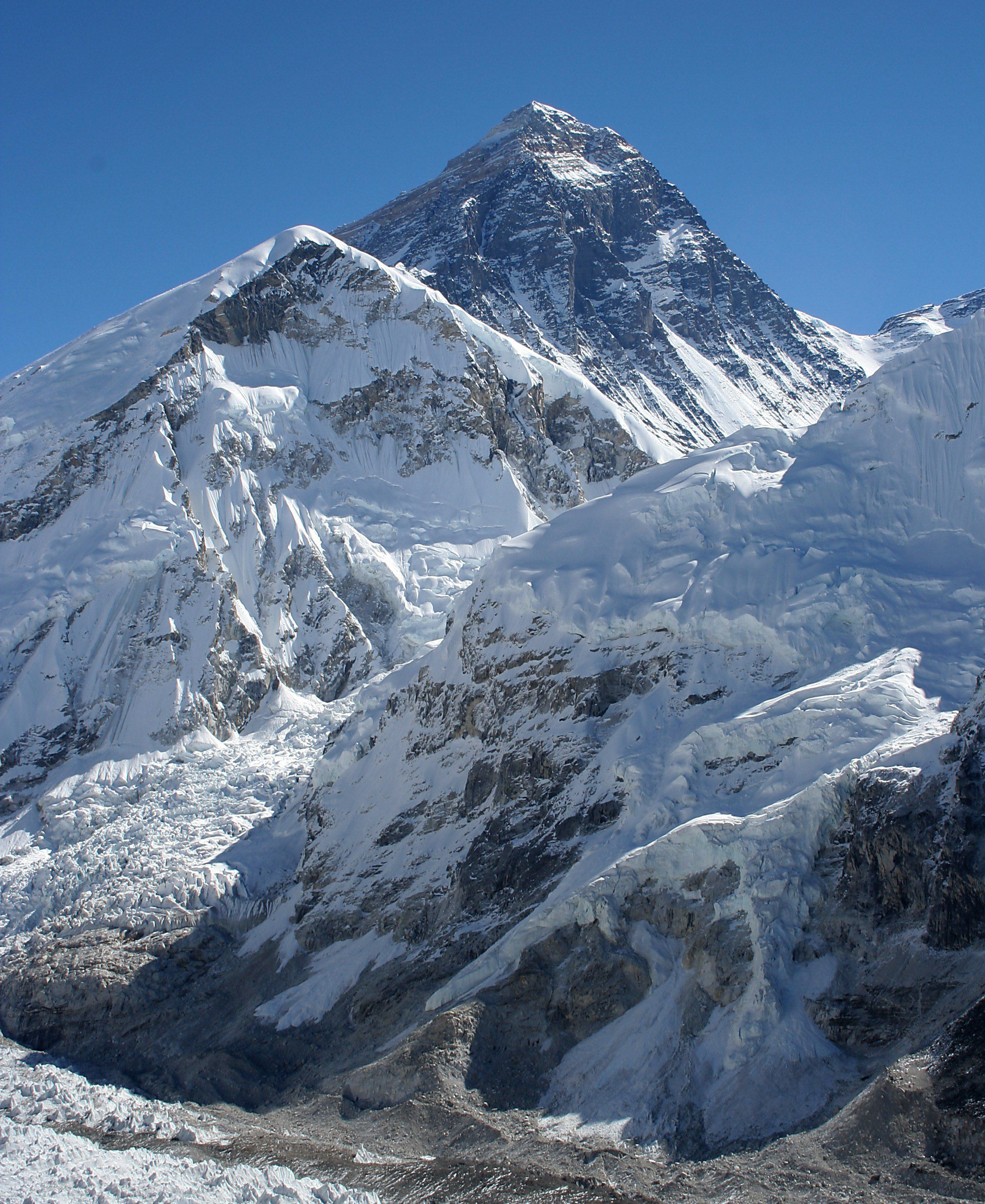
L'Everest, 8.848 m
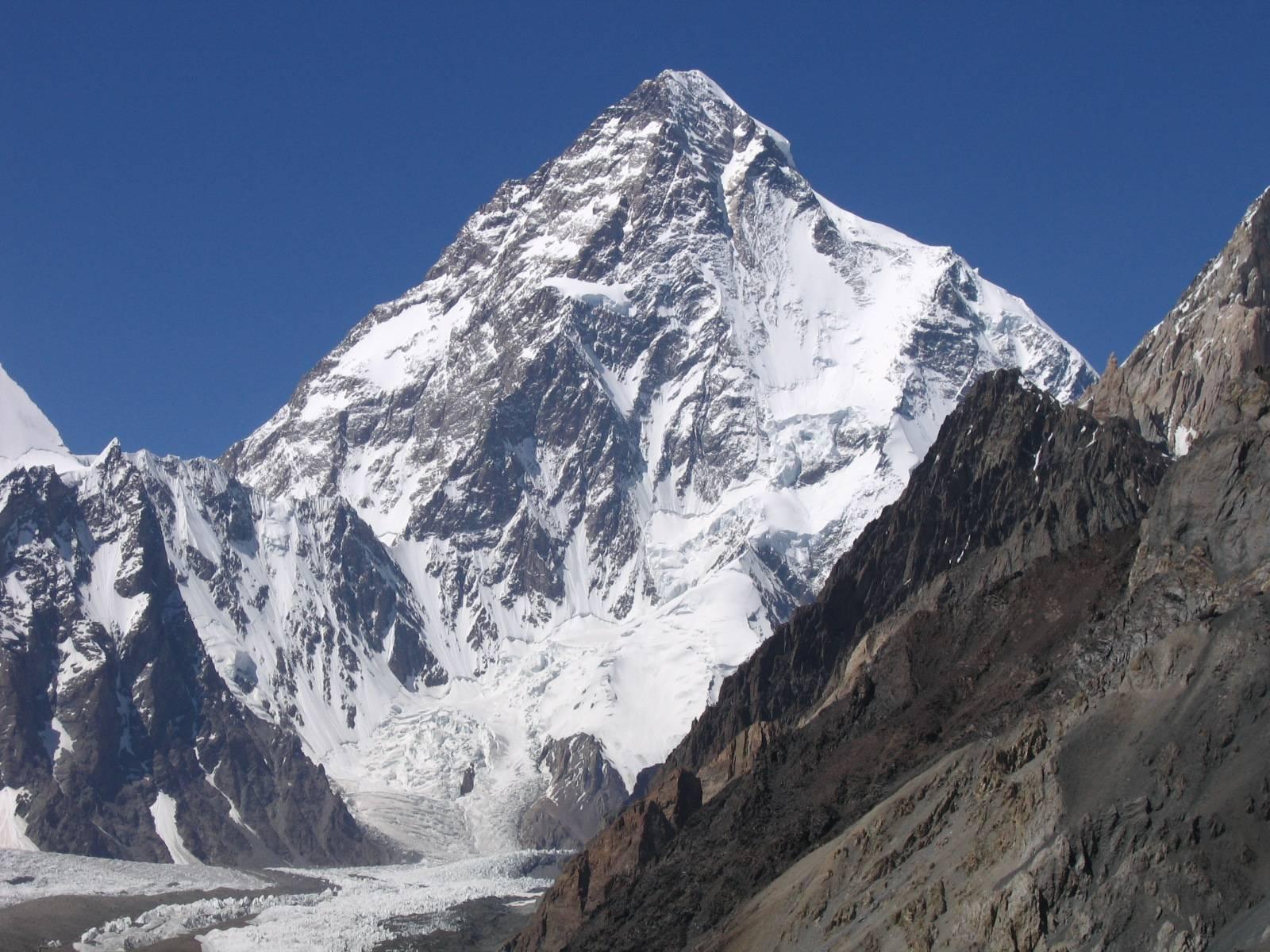
El K2, 8.611 m
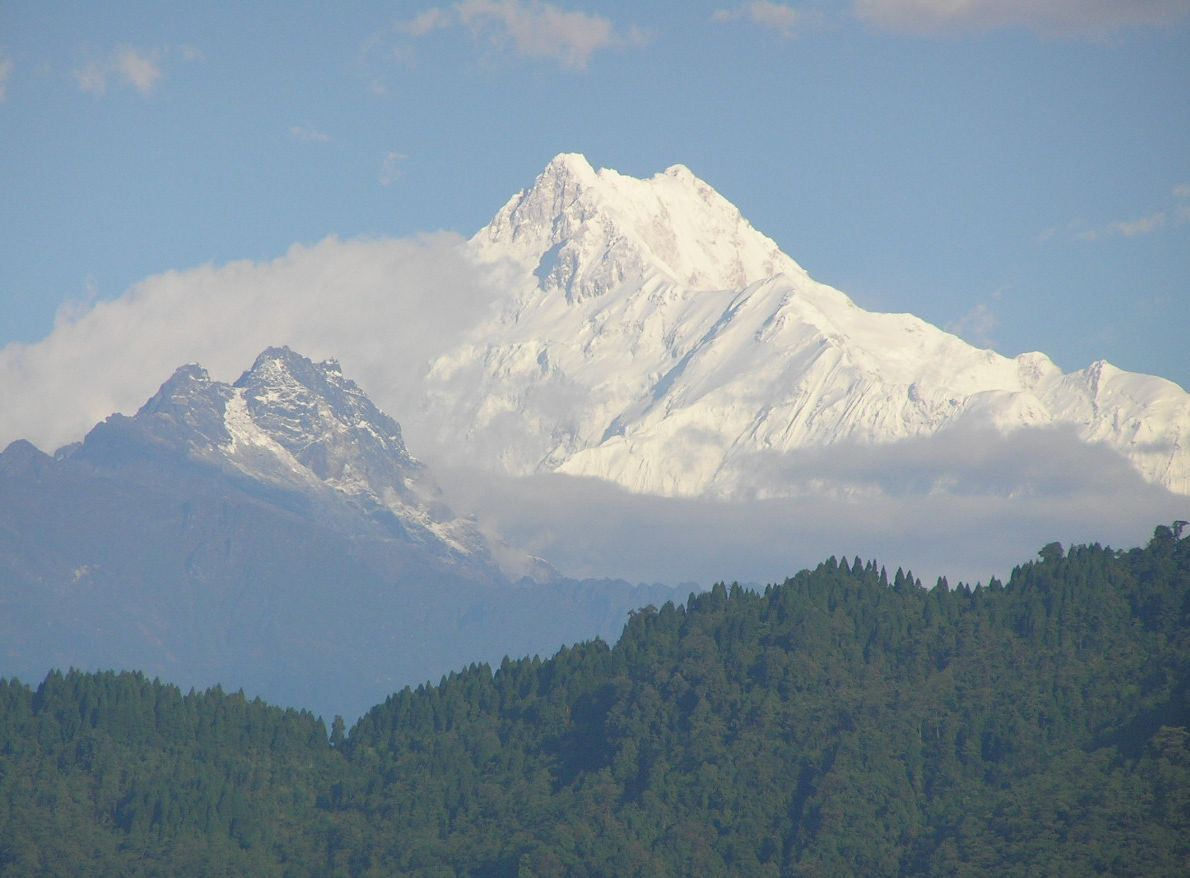
Kanchenjunga, 8.586 m
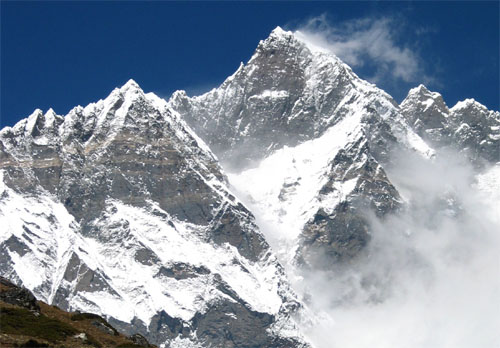
Lhotse, 8.516 m
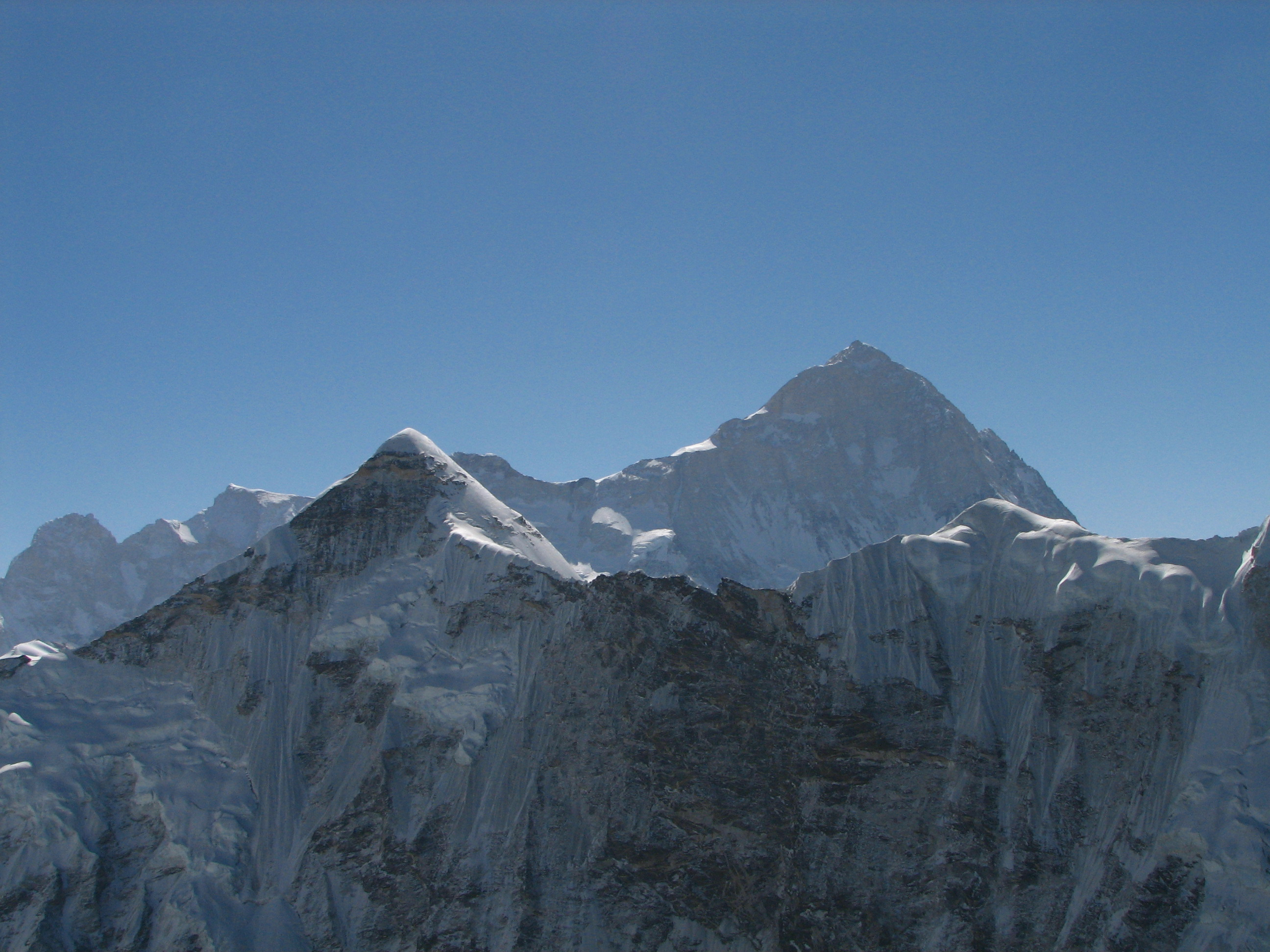
Makalu, 8.463 m
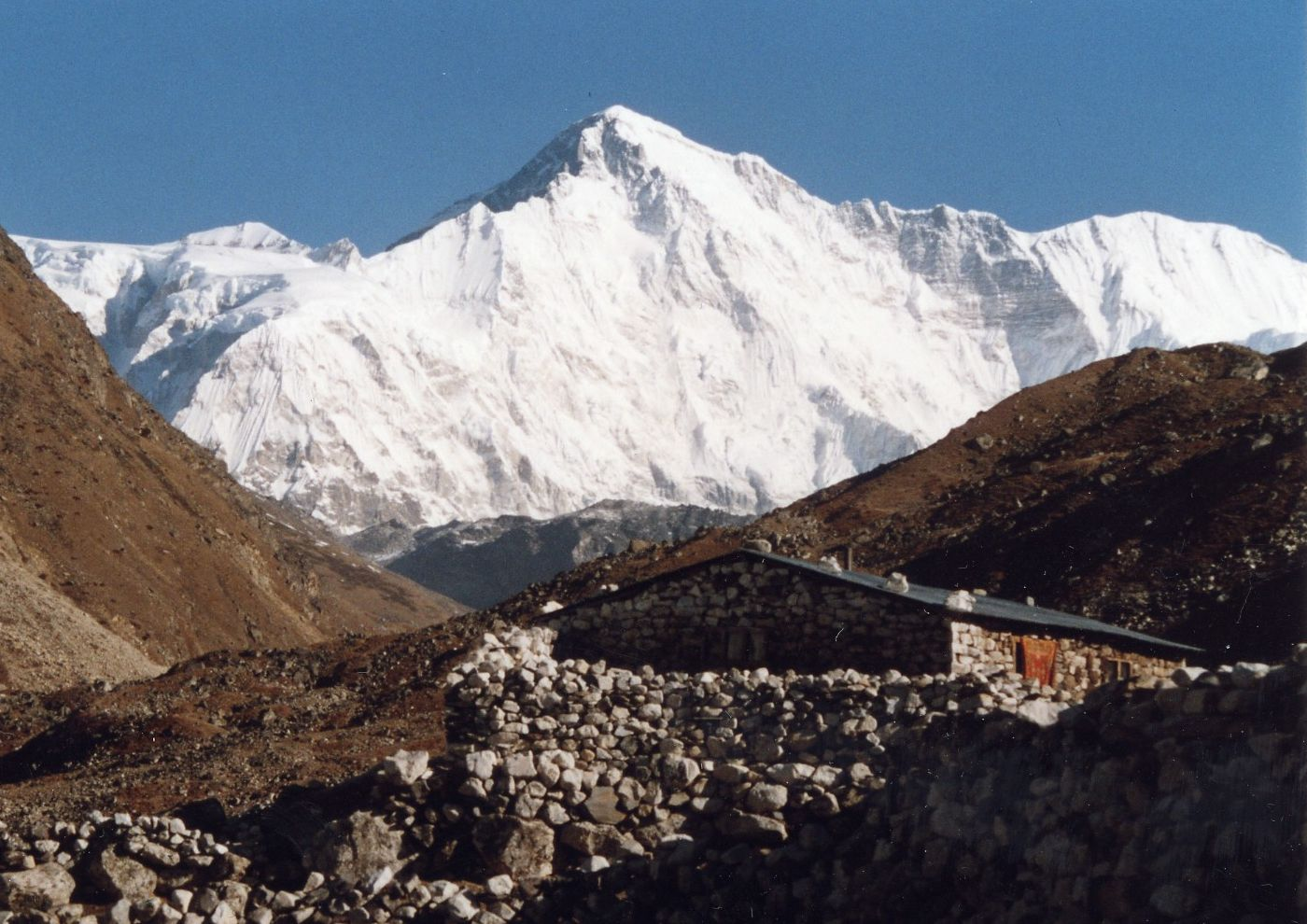
Cho Oyu, 8.201 m
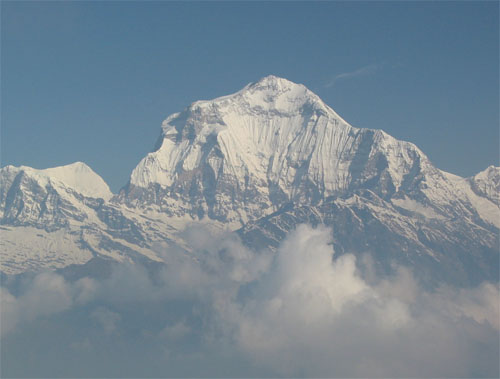
Dhaulagiri, 8.167 m
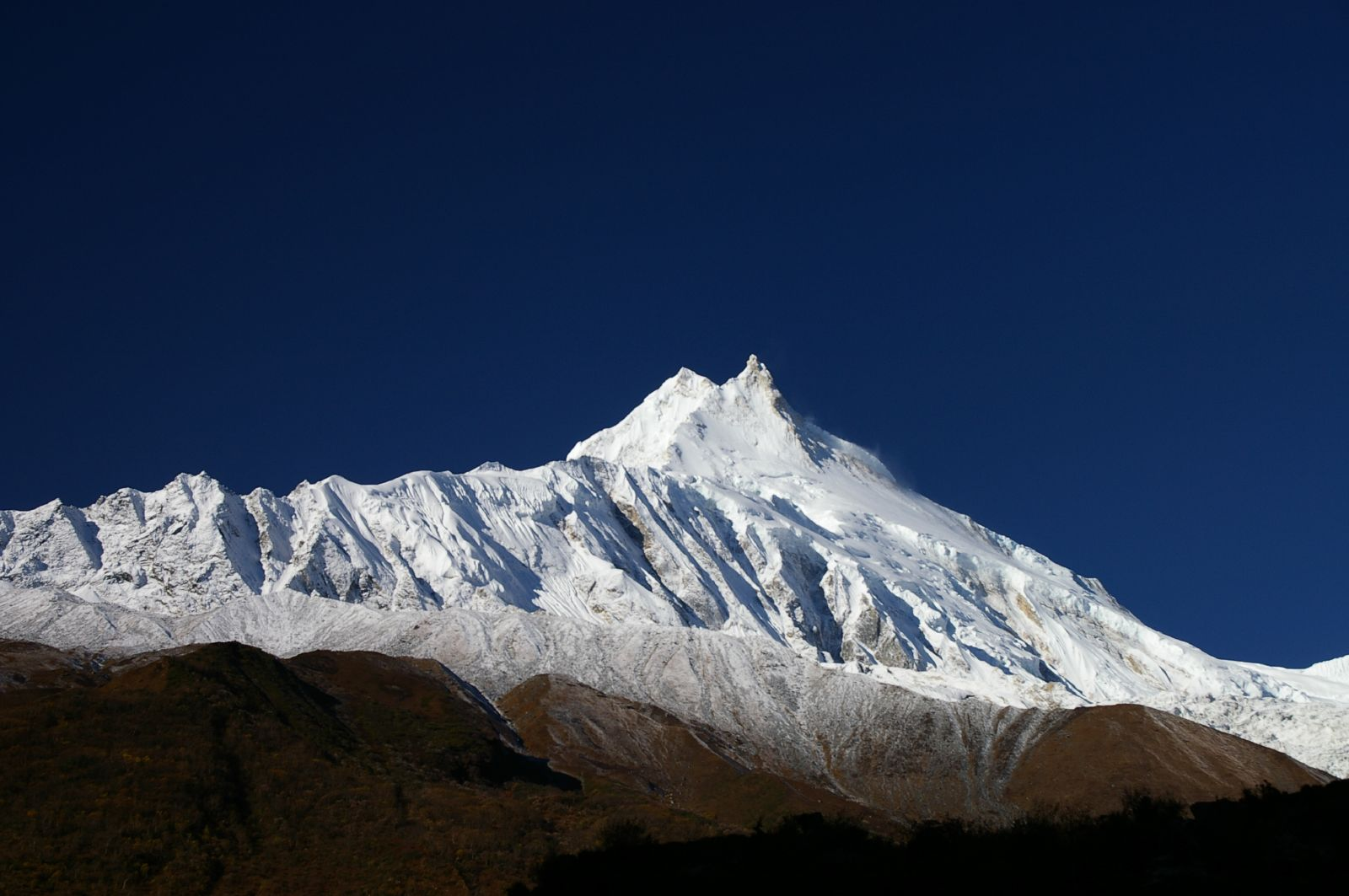
Manaslu, 8.163 m
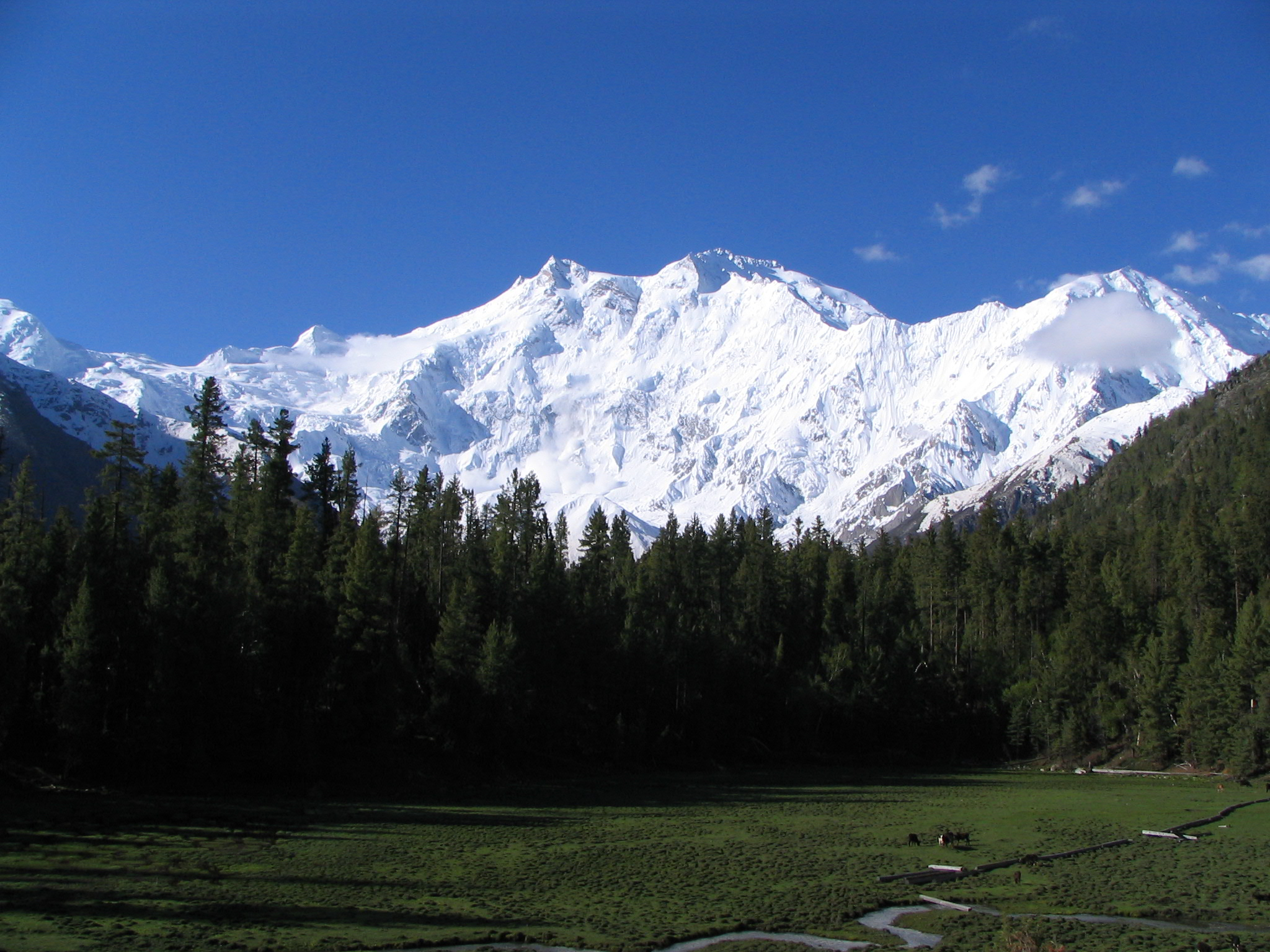
Nanga Parbat, 8.125 m
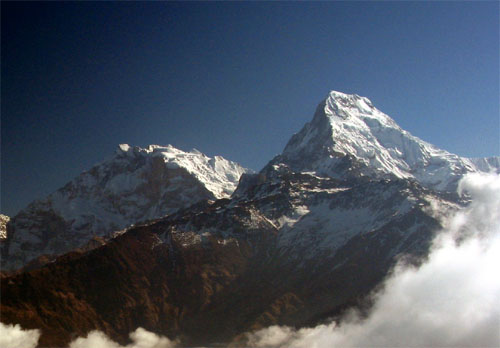
Annapurna, 8.091 m
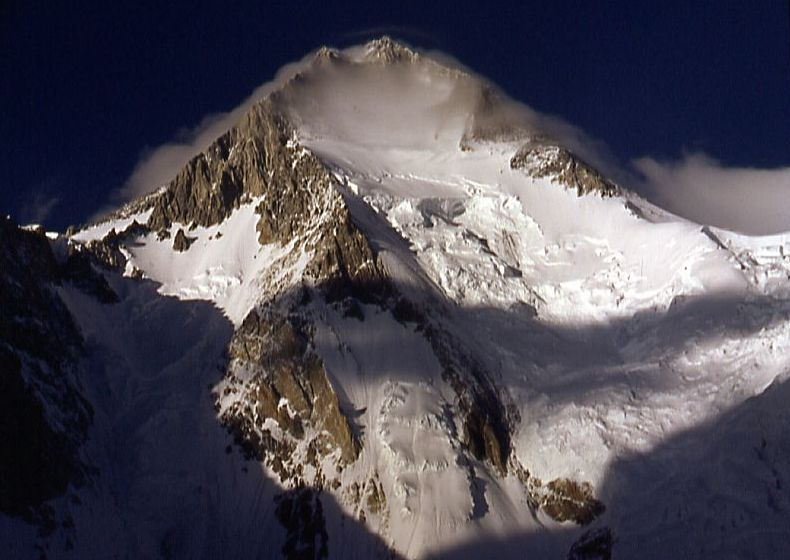
Gasherbrum I, 8.068 m
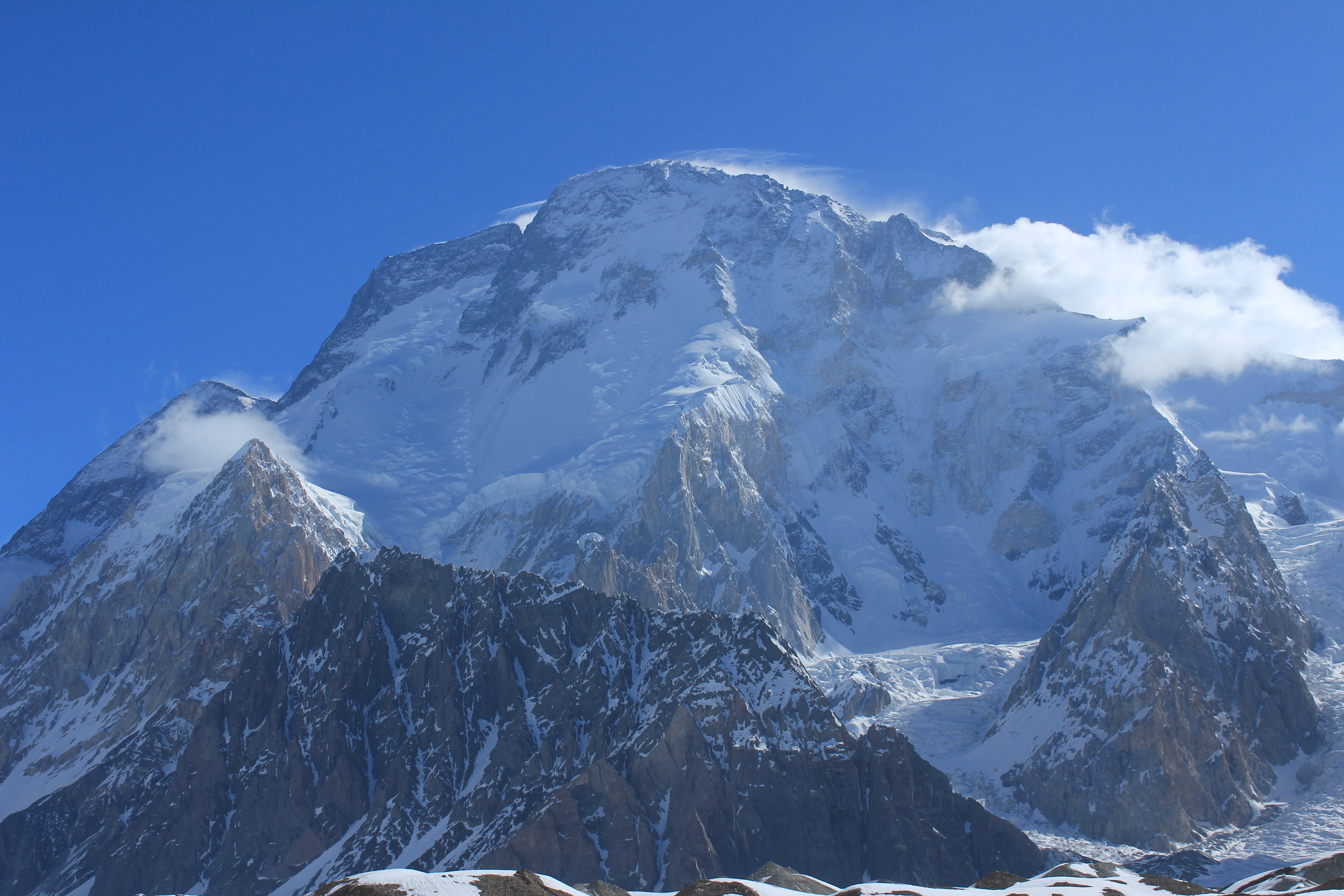
Broad Peak, 8.047 m
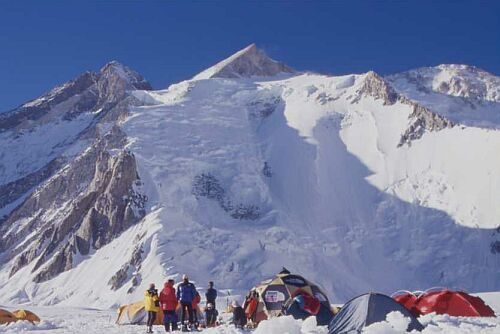
Gasherbrum II, 8.035 m
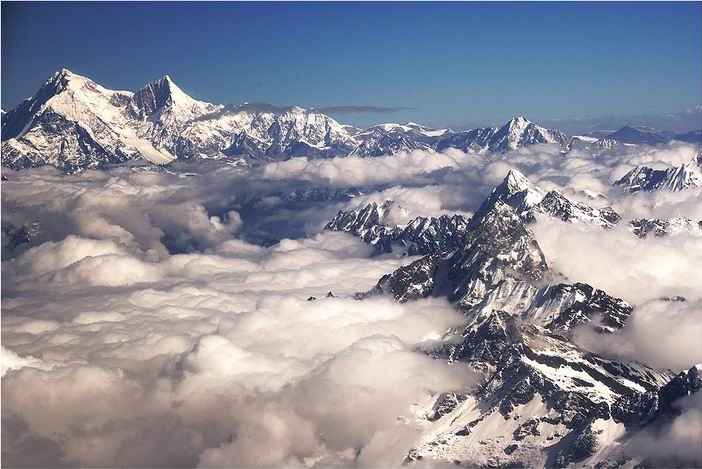
Shisha Pangma, 8.027 m

## Alpinistes que han fet els 14 vuit mils
Actualment fins a 51 alpinistes (46 homes i 5 dones) han acreditat haver pujat els 14 vuit mils. A l'esquerra es mostra una taula dels alpinistes que ho han aconseguit sense utilitzar oxigen suplementari, a la dreta la taula mostra cronològicament tant els que ho han aconseguit amb oxigen suplementari com els que no l'han usat.
| #  | Nom                    | Període   | Temps | País               | Any naix. | Edat |
| -- | ---------------------- | --------- | ----- | ------------------ | --------- | ---- |
| 1  | Reinhold Messner       | 1970-1986 | 16    | Itàlia             | 1944      | 42   |
| 2  | Erhard Loretan         | 1982-1995 | 13    | Suïssa             | 1959      | 36   |
| 3  | Juanito Oiarzabal      | 1985-1999 | 14    | País Basc          | 1956      | 43   |
| 4  | Alberto Iñurrategi     | 1991-2002 | 11    | País Basc          | 1968      | 33   |
| 5  | Ed Viesturs            | 1989-2005 | 16    | Estats Units       | 1959      | 46   |
| 6  | Silvio Mondinelli      | 1993-2007 | 14    | Itàlia             | 1958      | 49   |
| 7  | Iván Vallejo           | 1997-2008 | 11    | Equador            | 1959      | 49   |
| 8  | Denis Urubko           | 2000-2009 | 9     | Kazakhstan         | 1973      | 35   |
| 9  | Veikka Gustafsson      | 1993-2009 | 16    | Finlàndia          | 1968      | 41   |
| 10 | João Garcia            | 1993-2010 | 17    | Portugal           | 1967      | 43   |
| 11 | Gerlinde Kaltenbrunner | 1998-2011 | 13    | Àustria            | 1970      | 40   |
| 12 | Maxut Zhumayev         | 2001-2011 | 10    | Kazakhstan         | 1977      | 34   |
| 13 | Mario Panzeri          | 1988-2012 | 24    | Itàlia             | 1964      | 48   |
| 14 | Kim Chang-Ho           | 2005-2013 | 8     | Corea del Sud      | 1970      | 43   |
| 15 | Radek Jaroš            | 1998-2014 | 16    | Txèquia            | 1964      | 50   |
| 16 | Nives Meroi            | 1998-2017 | 19    | Itàlia             | 1961      | 55   |
| 16 | Romano Benet           | 1998-2017 | 19    | Itàlia / Eslovènia | 1962      | 55   |
| 18 | Azim Gheychisaz        | 2008-2017 | 9     | Iran               | 1981      | 36   |
| 19 | Òscar Cadiach          | 1984-2017 | 33    | Catalunya          | 1952      | 64   |

| #  | Nom                    | Tots sense O2 | Període   | Temps | País                     | Any naix. | Edat |
| -- | ---------------------- | ------------- | --------- | ----- | ------------------------ | --------- | ---- |
| 1  | Reinhold Messner       | 1             | 1970-1986 | 16    | Itàlia                   | 1944      | 42   |
| 2  | Jerzy Kukuczka         |               | 1979-1987 | 8     | Polònia                  | 1948      | 39   |
| 3  | Erhard Loretan         | 2             | 1982-1995 | 13    | Suïssa                   | 1959      | 36   |
| 4  | Carlos Carsolio        |               | 1985-1996 | 11    | Mèxic                    | 1962      | 33   |
| 5  | Krzysztof Wielicki     |               | 1980-1996 | 16    | Polònia                  | 1950      | 46   |
| 6  | Juanito Oiarzabal      | 3             | 1985-1999 | 14    | País Basc                | 1956      | 43   |
| 7  | Sergio Martini         |               | 1983-2000 | 17    | Itàlia                   | 1949      | 51   |
| 8  | Park Young-Seok        |               | 1993-2001 | 8     | Corea del Sud            | 1963      | 38   |
| 9  | Um Hong-Gil            |               | 1988-2001 | 13    | Corea del Sud            | 1960      | 40   |
| 10 | Alberto Iñurrategi     | 4             | 1991-2002 | 11    | País Basc                | 1968      | 33   |
| 11 | Han Wang-Yong          |               | 1994-2003 | 9     | Corea del Sud            | 1966      | 37   |
| 12 | Ed Viesturs            | 5             | 1989-2005 | 16    | Estats Units             | 1959      | 46   |
| 13 | Silvio Mondinelli      | 6             | 1993-2007 | 14    | Itàlia                   | 1958      | 49   |
| 14 | Iván Vallejo           | 7             | 1997-2008 | 11    | Equador                  | 1959      | 49   |
| 15 | Denis Urubko           | 8             | 2000-2009 | 9     | Kazakhstan               | 1973      | 35   |
| 16 | Ralph Dujmovits        |               | 1990-2009 | 19    | Alemanya                 | 1961      | 47   |
| 17 | Veikka Gustafsson      | 9             | 1993-2009 | 16    | Finlàndia                | 1968      | 41   |
| 18 | Andrew Lock            |               | 1993-2009 | 16    | Austràlia                | 1961      | 48   |
| 19 | João Garcia            | 10            | 1993-2010 | 17    | Portugal                 | 1967      | 43   |
| 20 | Piotr Pustelnik        |               | 1990-2010 | 20    | Polònia                  | 1951      | 58   |
| 21 | Edurne Pasaban         |               | 2001-2010 | 9     | País Basc                | 1973      | 36   |
| 22 | Abele Blanc            |               | 1998-2011 | 13    | Itàlia                   | 1954      | 56   |
| 23 | Mingma Sherpa          |               | 2000-2011 | 11    | Nepal                    | 1978      | 33   |
| 24 | Gerlinde Kaltenbrunner | 11            | 1998-2011 | 13    | Àustria                  | 1970      | 40   |
| 25 | Vassily Pivtsov        |               | 2001-2011 | 10    | Kazakhstan               | 1975      | 36   |
| 26 | Maxut Zhumayev         | 12            | 2001-2011 | 10    | Kazakhstan               | 1977      | 34   |
| 27 | Kim Jae-Soo            |               | 2000-2011 | 11    | Corea del Sud            | 1961      | 50   |
| 28 | Mario Panzeri          | 13            | 1988-2012 | 24    | Itàlia                   | 1964      | 48   |
| 29 | Hirotaka Takeuchi      |               | 1995-2012 | 17    | Japó                     | 1971      | 41   |
| 30 | Chhang Dawa Sherpa     |               | 2001-2013 | 12    | Nepal                    | 1982      | 30   |
| 31 | Kim Chang-Ho           | 14            | 2005-2013 | 8     | Corea del Sud            | 1970      | 43   |
| 32 | Jorge Egocheaga        |               | 2002-2014 | 12    | Espanya                  | 1968      | 45   |
| 33 | Radek Jaroš            | 15            | 1998-2014 | 16    | Txèquia                  | 1964      | 50   |
| 34 | Nives Meroi            | 16            | 1998-2017 | 19    | Itàlia                   | 1961      | 55   |
| 34 | Romano Benet           | 16            | 1998-2017 | 19    | Itàlia / Eslovènia       | 1962      | 55   |
| 36 | Peter Hámor            |               | 1998-2017 | 19    | Eslovàquia               | 1964      | 52   |
| 37 | Azim Gheychisaz        | 18            | 2008-2017 | 9     | Iran                     | 1981      | 36   |
| 38 | Ferran Latorre         |               | 1999-2017 | 18    | Catalunya                | 1970      | 46   |
| 39 | Òscar Cadiach          | 19            | 1984-2017 | 33    | Catalunya                | 1952      | 64   |
| 40 | Kim Mi-gon             |               | 2000-2018 | 18    | Corea del Sud            | 1973      | 45   |
| 41 | Sanu Sherpa            |               | 2006-2019 | 13    | Nepal                    | 1975      | 44   |
| 42 | Nirmal Purja           |               | 2014-2019 | 5     | Regne Unit               | 1983      | 36   |
| 43 | Mingma Gyabu Sherpa    |               | 2010-2019 | 9     | Nepal                    | 1989      | 30   |
| 44 | Kim Hong-bin           |               | 2006-2021 | 15    | Corea del Sud            | 1964      | 57   |
| 45 | Nima Gyalzen Sherpa    |               | 2004-2022 | 18    | Nepal                    | 1985      | 37   |
| 46 | Dong Hong Juan         |               | 2015-2023 | 8     | R.P. de la Xina          | 1985      | 42   |
| 47 | Kristin Harila         |               | 2021-2023 | 2     | Noruega                  | 1981      | 37   |
| 48 | Sophie Lavaud          |               | 2012-2023 | 11    | Suïssa / França / Canadà | 1986      | 55   |
| 49 | Tunç Fındık            |               | 2001-2023 | 22    | Turquia                  | 1972      | 51   |
| 50 | Tenjen Lama Sherpa     |               | 2016-2023 | 7     | Nepal                    | 1982/83   | 35   |
| 51 | Gelje Sherpa           |               | 2017-2023 | 6     | Nepal                    | 1992      | 30   |